# Arturo Jauretche
Arturo Martín Jauretche (Lincoln, provincia de Buenos Aires, 13 de noviembre de 1901-Buenos Aires, 25 de mayo de 1974) fue un pensador, escritor y político argentino. Figura relevante de la Unión Cívica Radical y del peronismo a partir del llamado Día de la Lealtad el 17 de octubre de 1945.

## Juventud
Después de pasar su niñez y adolescencia en Lincoln se trasladó a Buenos Aires. Simpatizó con el nuevo modelo de integración social promovido por la Unión Cívica Radical, afiliándose al partido en el bando de Hipólito Yrigoyen, los llamados radicales personalistas; fue importante en ello la influencia del poeta y compositor Homero Manzi, que veía en ello una nueva y beneficiosa política de inserción de las clases trabajadoras, con las que el origen rural de Jauretche le hacía simpatizar. De chico su lema fue ayudar a los pobres y a los barrios de clase baja para que pudieran formar parte de la política del país.
En 1928, cuando Yrigoyen asumió su segundo mandato tras el interludio del gobierno de Marcelo T. de Alvear, fue nombrado funcionario, aunque solo brevemente; dos años más tarde, el ejército promovería el primer golpe de Estado de la época constitucional en Argentina, dando inicio a la llamada Década Infame. Jauretche combatió con las armas a los insurrectos, y luego desarrolló una intensa actividad política contra estos. En 1933, en Corrientes, tomó parte en el alzamiento de los coroneles Roberto Bosch y Gregorio Pomar, quienes no habían participado de la revolución del 6 de septiembre de 1930. Convertido en yrigoyenista, tras el golpe de Estado de 1930, participó del levantamiento de 1933 en Paso de los Libres –al que le dedicó un largo poema-.
Tras la derrota del alzamiento, fue encarcelado; en prisión escribiría su versión de los episodios en forma de poema gauchesco, al que tituló El Paso de los Libres. La publicaría en 1934 con prólogo de Jorge Luis Borges, de quien sin embargo lo separarían cada vez más marcadamente cuestiones de política social y cultural.

## FORJA
El conflicto de Jauretche con la línea dirigente del radicalismo, encabezada por Alvear, no tardó en profundizarse; cuando este último decidió en 1939 levantar la decisión de no presentarse a elecciones para mostrar el desacuerdo del partido con el régimen imperante, un importante grupo de la izquierda del radicalismo decidió formar una agrupación disidente. Junto con Homero Manzi, Luis Dellepiane, Gabriel del Mazo, Raúl Scalabrini Ortiz, Manuel Ortiz Pereyra y otros fundó FORJA (acrónimo de Fuerza de Orientación Radical de la Joven Argentina), que desarrollaría los lineamientos del nacionalismo democrático, opuesto a la vez al nacionalismo conservador de los sectores reaccionarios y a la política liberalizadora del gobierno de Agustín P. Justo. Marginados de la esfera política partidaria, los actos de FORJA se realizaron sobre todo a través de manifestaciones callejeras y publicaciones de edición propia (los conocidos como Cuadernos de FORJA).
En ellos criticaban las medidas del gobierno, a partir del pacto Roca-Runciman, y argumentaban que el Banco Central había sido fundado para que los hombres de la finanzas ingleses controlaran el sistema monetario y financiero argentino, que había conformado la Corporación del Transporte para que los ferrocarriles británicos no tuvieran competencia, y que no convenía la ruptura de relaciones con la Unión Soviética, pues esta podía significar un importante comprador de los productos agropecuarios argentinos. Con respecto a la política interior, aducían que el gobierno de Justo intervenía las provincias donde ganaban partidos opositores al gobierno, y que el salario y la desocupación habían empeorado. Uno de sus principios incondicionales era el mantenimiento de la neutralidad argentina ante la próxima Segunda Guerra Mundial, siendo el único partido que lo apoyaba.
Hacia 1940 Jauretche rompió con Dellepiane y del Mazo, que se reincorporaron a la línea oficial de la UCR. FORJA se radicalizó así, dando lugar a elementos más nacionalistas. Raúl Scalabrini Ortiz, siempre próximo al ideario del movimiento, se afilió a él, formando junto con Jauretche la dupla dirigente. Se apartaría nuevamente hacia 1943, dejando a Jauretche en solitario al frente. Su oposición al gobierno de Ramón Castillo fue vehemente, y aunque se mostró escéptico ante las intenciones de los militares que lo derrocaron, su firme posición de neutralidad frente a la Segunda Guerra Mundial hizo que saludara al gobierno de Pedro Pablo Ramírez con simpatía, y cuando el Grupo de Oficiales Unidos derrocó a su vez a Ramírez por ceder a las presiones estadounidenses y romper relaciones con el Eje, Jauretche se mostró próximo al ascendente coronel Juan Domingo Perón, Secretario de Trabajo y Previsión.

## El gobierno de Perón
Aunque siempre crítico, adhirió al peronismo desde el 17 de octubre de 1945. Apoyado por Domingo Mercante, gobernador de la provincia de Buenos Aires, y próximo al programa económico de Miguel Miranda, que promovía un proyecto de industrialización acelerada fomentado por el estado, con la idea de emplear los excelentes réditos del modelo agroexportador durante la coyuntura de la Segunda Guerra Mundial para transformar el perfil productivo del país, fue nombrado presidente del Banco de la Provincia de Buenos Aires en 1946, cargo desde el cual desarrolló una política crediticia generosa con los proyectos de industrialización y que ocuparía hasta 1951, en que fue despedido cuando la Comisión Visca supo que el Banco había otorgado un crédito de 216 millones de pesos a La Prensa para comprar una rotativa.

## La oposición a Aramburu y el exilio
No volvería a aparecer públicamente hasta que en 1955 la Revolución Libertadora derrocara a Perón; exento de las persecuciones políticas por haber estado apartado del gobierno en los últimos años,[cita requerida] fundó el semanario El '45 para defender lo que consideraba los 10 años de gobierno popular, criticando duramente la acción política, económica y social del régimen de facto, pero fue clausurado al tercer número. Colaboró en los semanarios Azul y Blanco y Segunda República (entre 1955-70). En 1956 publicaría el ensayo El Plan Prebisch: retorno al coloniaje, criticando el informe que Raúl Prebisch, secretario de la Comisión Económica para América Latina (C.E.P.A.L.), había hecho a pedido del régimen de Pedro Eugenio Aramburu. La dureza de su oposición le valdría la persecución política y el exilio en Montevideo.
Desde el extranjero publicó en 1957 Los profetas del odio, un estudio sobre las relaciones de clase en Argentina a partir del ascenso del peronismo en el cual criticaba varias aproximaciones a la historia política argentina que gozaban de considerable ascendiente, en especial la de Ezequiel Martínez Estrada. Jauretche interpretó estas alusiones como expresiones de los prejuicios de la clase media intelectual, irritada por la irrupción de actores novedosos en un ambiente político que había sido exclusivo de la burguesía desde la generación del '80; aunque los intereses materiales de esta clase estuviesen ligados al desarrollo de una densa capa de consumidores, sus hábitos le imponían una espontánea reticencia —casi racista; la asimilación de la tilinguería con el racismo es explícita en su obra— hacia los hábitos de las clases populares, una "miopía" que Jauretche criticaría reiteradamente en sus sucesivas obras. También contra la representación que la clase media hacía de la organización peronista, como motivada por el "resentimiento" contra los más pudientes, se quejaba en una amistosa carta al científico y escritor Ernesto Sabato; en la que afirmaba:

Lo que movilizó las masas hacia Perón no fue el resentimiento, fue la esperanza. Recuerde usted aquellas multitudes de octubre del '45, dueñas de la ciudad durante dos días, que no rompieron una vidriera y cuyo mayor crimen fue lavarse los pies en la Plaza de Mayo, provocando la indignación de la señora de Oyuela, rodeada de artefactos sanitarios. Recuerde esas multitudes, aún en circunstancias trágicas y las recordará siempre cantando en coro —cosa absolutamente inusitada entre nosotros— y tan cantores todavía, que les han tenido que prohibir el canto por decreto-ley. No eran resentidos. Eran criollos alegres porque podían tirar las alpargatas para comprar zapatos y hasta libros, discos fonográficos, veranear, concurrir a los restaurantes, tener seguro el pan y el techo y asomar siquiera a formas de vida "occidentales" que hasta entonces les habían sido negadas.
Jauretche, Los profetas del odio

La propuesta de Jauretche era de integración, en la medida en que los intereses comunes de burguesía y proletariado están en el desarrollo de una sólida economía nacional. En Los profetas del odio esbozaría por primera vez su representación de lo que entendía como la principal oposición al desarrollo nacional, la intelligentsia liberal y cosmopolita, que fascinada con la cultura europea intentaría aplicarla acríticamente a la situación argentina, sin ser consciente de las diferencias históricas y de las distintas posiciones que en la articulación internacional de la economía los continentes ocupan.

## Jauretche y el revisionismo
El naciente revisionismo histórico se aliaría en la obra de Jauretche con su interpretación de la realidad contemporánea. Aunque autores revisionistas venían propugnando una reinterpretación de la historia argentina —criticando la visión canónica, consagrada sobre todo por Bartolomé Mitre y Sarmiento, que había representado el desarrollo nacional en términos de la oposición entre civilización y barbarie— ya desde la década del '30, no sería hasta que la Revolución Libertadora identificara explícitamente a Perón con Juan Manuel de Rosas que la misma comenzaría a cobrar fuerza. Así como los partidarios de Aramburu habían identificado el golpe contra Perón como "un nuevo Caseros", los historiadores revisionistas recogerían el guante, pero viendo en Caseros el comienzo de un fracaso histórico, que el gobierno de Rosas habría mantenido a raya sintetizando en la medida de lo posible los intereses de las distintas clases:

La Línea Mayo-Caseros ha sido el mejor instrumento para provocar las analogías que establecen entre el pasado y el presente la comprensión histórica (...) ¡Flor de revisionistas estos Libertadores! Así bastó que nos demostrasen que esto era el nuevo Caseros, para que mis paisanos se dieran cuenta, una vez por todas, de lo que fue el otro. Y una dosis un poco masiva de cipayismo para que mis paisanos se anoticiaran definitivamente de lo que significaron las tropas brasileñas desfilando a la vanguardia —más visibles pero menos ruidosas que las espoletas— del otro ejército libertador.
Jauretche, Aprendamos a leer los diarios

La obra de Jauretche —y la intelectualidad forjista en general— fue uno de los ejes claves para la transformación del revisionismo histórico, que de aliarse con el nacionalismo de cuño aristocrático y criollista en las décadas precedentes —cuando la identidad nacional se construía en la oposición simultánea al capital británico y a la inmigración europea, repudiada por la base liberal de la política que le había abierto las puertas del país— pasó a repensarse como expresión de lo popular en sentido amplio, integrando las protestas del movimiento obrero a la tradición montonera. En el gobierno de Perón consideraciones pragmáticas habían detenido el replanteo, preconizado por José María Rosa y otros precursores; caído este, la politización de la interpretación histórica se haría patente, siguiendo el curso marcado por la profunda radicalización política y cultural de la época.
En 1959 Jauretche publicó Política Nacional y Revisionismo Histórico, donde elaboró su propia posición en el seno de una corriente revisionista profundamente dividida, tanto con respecto a su relación con las bases que lo habían hecho posible en las décadas precedentes, como con respecto a las cuestiones propiamente históricas. En esa obra hacía un balance relativamente generoso de la figura de Rosas -a la que consideraba la "síntesis posible" de la situación de la época- y relativamente crítico de los caudillos federales del interior. Con ello marcaba su diferencia con la postura de Jorge Abelardo Ramos, Rodolfo Puiggrós o Rodolfo Ortega Peña, que expresaban a la vez una crítica del rosismo —entendido como una versión atenuada del centralismo del puerto— y un fuerte temor a la raigambre atávica del nacionalismo tradicionalista, en el que veían no pocos rasgos del fascismo. En la división entre revisionistas y críticos del revisionismo, que en buena medida fue transversal a la de izquierda y derecha, Jauretche adoptó decididamente la primera vertiente.
Mientras tanto, y abogando por cualquier medio que permitiera interrumpir la continuidad de la Revolución Libertadora, siguió la línea de Perón, en el marco del acuerdo general del peronismo con la Unión Cívica Radical Intransigente, al propiciar el voto a Arturo Frondizi. Durante la presidencia de Frondizi fue, sin embargo, sumamente crítico con su programa desarrollista y con su impulso a la inversión extranjera (especialmente en materia petrolífera); conjuntamente con la ruptura del acuerdo hecho con Perón, por el cual bajo su gobierno se garantizaría el levantamiento de la proscripción que se le mantenía desde la Revolución Libertadora. Al no respetarse esto, en 1961 se postuló a senador nacional, en una reñida elección en la que varios candidatos se dividieron los votos del peronismo, consagrándose finalmente el socialista Alfredo Palacios.

## Jauretche escritor
El agotamiento de sus posibilidades políticas indujo a Jaureteche a retomar la pluma. Así, en la década del '60 publicaría con frecuencia e intensidad tanto en revistas y periódicos como en volúmenes de ensayo que resultarían grandes éxitos de público. En 1962 apareció Forja y la Década Infame, dos años más tarde Filo, contrafilo y punta, y en 1966 El medio pelo en la sociedad argentina, una punzante interpelación a la clase media que tiene inmediata repercusión. Su afinidad con la CGT de los Argentinos lo lleva a sumarse a la Comisión de Afirmación Nacional de la Central.
En 1968 publica su Manual de zonceras argentinas, un listado de ideas negativas sobre su propio país que generalmente tienen los argentinos. Estas, afirmaba, habrían sido introducidas en la conciencia de todos los ciudadanos desde la educación primaria y sostenidas posteriormente por medio de la prensa. Frases como la sarmientina El mal que aqueja a la Argentina es la extensión, más la dicotomía "civilización o barbarie" (era, decía Jauretche, la madre que las parió a todas las zonceras) y similares, según Jauretche, llevan a la limitación de las posibilidades de la Argentina de realizarse en forma autónoma.
En 1972 publica De memoria. Pantalones cortos. Era el primer tomo de una trilogía que debía rescatar los recuerdos de su vida y las enseñanzas políticas y nacionales que esta la fue dejando. Este primer tomo, que reúne sus recuerdos de infancia en Lincoln, provincia de Buenos Aires, fue el único que publicó. La muerte le impidió publicar sus continuaciones.
Sobre su capacidad de crear o adaptar términos para definir actitudes políticas, él mismo escribió sobre las palabras cipayo, oligarca y vendepatria:

“Creo haber sido el inventor de la palabra ‘vendepatria’ o por lo menos de su divulgación inicial, desde el semanario Señales. El uso de la expresión ‘oligarquía’ en la acepción hoy popular, así como las expresiones vendepatria y cipayo, las popularicé desde el periódico Señales y en otros de vida efímera en los años posteriores a la revolución de 1930”.

## Obras
- 1934: El Paso de los Libres. Edición prologada por Jorge Luis Borges. Una segunda edición en 1960 llevaría el prólogo de Jorge Abelardo Ramos.
- 1956: El Plan Prebisch: retorno al coloniaje
- 1957: Los profetas del Odio y la Yapa (ISBN:  9789500532150)
- 1958: Ejército y Política
- 1959: Política nacional y revisionismo histórico (ISBN:  9789500532136)
- 1960: Prosa de hacha y tiza (ISBN: 9789500532143)
- 1962: Forja y la Década Infame (ISBN:  9789500532129)
- 1964: Filo, contrafilo y punta
- 1966: El medio pelo en la sociedad argentina (ISBN papel: 9789500530613. ISBN libro electrónico:  9789500531894)
- 1968: Manual de zonceras argentinas (ISBN papel:  9789500530620. ISBN libro electrónico:  9789500530620)
- 1969: Mano a mano entre nosotros
- 1972: Pantalones Cortos
- 1977: Política y Economía (edición póstuma)
- 2002: Escritos Inéditos (edición póstuma)

## Jauretche y la masonería
Según se puede constatar a través del sitio web oficial de la Orden, Jauretche ingresó a la Masonería Argentina en la Logia Bernardino Rivadavia N.º 364, hacia 1934. Fue apadrinado por Gabriel del Mazo. Aunque su iniciación estaba relacionada con la necesidad de obtener protección política, encontró allí el modo de alinearse ideológicamente con otros intelectuales.
En la publicación La Masonería II, el periodista Emilio Corbière narra que Agustín P. Justo y Julio Argentino Roca, ambos pertenecientes a la masonería argentina, evitaban enfrentamientos con los miembros de la fraternidad y no pusieron obstáculos para la iniciación de Jauretche, Homero Manzi, Atilio García Mellid y José Constantino Barro. “Entramos con la idea de que podíamos estar políticamente protegidos dentro de la Masonería”, contó Jauretche al periodista Rogelio García Lupo en 1974, meses antes de su fallecimiento, mientras trabajaban en EUDEBA (Editorial de la Universidad de Buenos Aires).

## Homenajes
En su homenaje se ha nombrado a la Escuela de Educación Media N.º 2 de la Ciudad de Buenos Aires "Arturo Jauretche". Una calle de Puerto Madryn también lleva su nombre, así como una escuela agraria en el sur de Luján de Cuyo.En Paraná, la Escuela Secundaria N.º 21 se llama “Arturo Jauretche”, como así también una escuela de la ciudad balnearia de Santa Teresita. En 2014 fue inaugurado un monumento a Arturo Jauretche en la Plazoleta Rodolfo Ortega Peña, sobre la Avenida 9 de Julio y Arenales de la ciudad de Buenos Aires, y una plazoleta en su localidad natal de Lincoln.
En las localidades de La Rioja y Hurlingham existe una calle que lleva su nombre; sobre esa calle en La Rioja, existe una casa donde Jauretche vivió una temporada en el año 1972, donde escribió De Pantalones Cortos.
También lleva su nombre la Universidad Nacional Arturo Jauretche, una universidad pública argentina con sede en Florencio Varela, ciudad cabecera del partido homónimo, fundada por la ley Nº26.576.
En la Provincia de Salta se inauguró en 2010 el Instituto de Educación Superior Arturo M. Jauretche, en el que se dicta la Tecnicatura en Administración Pública con Orientación en Gestión de Políticas Públicas, título con validez nacional que forma técnicos para enriquecer el quehacer público.  
En la cultura general, la banda de rock Los Piojos le escribió un tema llamado "San Jauretche", del álbum Verde paisaje del infierno, en el que habla de la sociedad argentina y cómo la había explicado Arturo Jauretche.
A fines de la década de 1980 se inauguró un busto ubicado en Diagonal 79 y Calle 57, en la ciudad de La Plata.
En 2004 fue decretado por el presidente Néstor Kirchner que el 13 de noviembre, día de nacimiento de Jauretche, sea el día del pensamiento nacional.
Lleva su nombre una logia de la Gran Logia Argentina de Libres y Aceptados Masones, denominada Arturo Jauretche n.º 678.